# Фатима-Султан
Фатима-Султан бикем (тат. Fatıymasoltan, Фатыймасолтан, فاطمه سلطان‎) (ум. ок. 1681) — последняя касимовская правительница, бикем (1679—1681), жена касимовского правителя, хана Арслана и мать его сына, касимовского правителя, царевича Сеид-Бурхана (в крещении Василий Арсланович). Во время малолетства своего сына Сеид-Бурхана она и её отец Ак-Мухаммед Сеид были при нём опекунами. Происходила из знатного касимовского рода сеидов  Шакуловых, Шакуловых. 
В родословной Шакуловых, присланной В. В. Вельяминову-Зернову им была обнаружена следующая запись: «Предок наш Якуб-Сеид был знатным лицом в городе Елатьме. Однажды какая-то женщина из Старого посада, забравшись на Старом же посаде под текию, где покоились Арслан хан и Фатима-Султан, украла с царей саваны и другие вещи. Якуб-Сеид повесил эту женщину на этой же самой текие».